# Panonychus citri
Panonychus citri är en spindeldjursart som först beskrevs av McGregor 1916.  Panonychus citri ingår i släktet Panonychus och familjen Tetranychidae. Inga underarter finns listade i Catalogue of Life.